# 급진개화파
급진개화파(急進開化派)는 김옥균을 중심으로 1874년 즈음 형성된 개화당에서 비롯된다. 1882년 임오군란 전후하여 개화당 및 개화파가 청의 대한 입장 차이 및 개화정책 방안을 둘러싸고 갈등하여 온건개화파와 급진개화파로 분화되었다. 개화당의 출발은 급진개화파와 온건개화파의 인물을 아우르지만, 분화된 이후에는 김옥균을 중심으로 한 급진개화파만을 ‘개화당’이라고 부르게 되었다. 또한, 급진개화파는 청국의 속방화정책에 대항하여 ‘독립’을 매우 강조하였기 때문에 ‘개화당’을 당시에 ‘개화독립당’이라 불렸으며, 이에 반하여 청국에 의존하여 집권한 민비수구파를 ‘사대수구당’이라고 불렀다. 중심인물은 김옥균·홍영식·서광범·박영효·박영교·서재창·변수·신응희·유혁로·정난교·이규완 등이었다. 급진개화파는 갑신정변을 일으켰으나, 위안스카이의 청군의 개입에 밀리며 3일천하로 끝나고 말았다. 이후 김옥균, 서재필, 서광범, 박영효 등 주요 인사들은 일본으로 망명하였다.

## 참고 자료
- 한민족대백과사전 개화당

## 같이 보기
- 개화당
- 사대당
- 수구당
- 온건개화파
- 갑신정변
- 김옥균
- 박영효
- 홍영식
- 서재필
- 서광범